# سوارکاری در المپیک تابستانی ۱۹۶۸
سوارکاری در بازی‌های المپیک تابستانی ۱۹۶۸ نام رویداد ورزش سوارکاری در بازی‌های المپیک تابستانی بود که در سال ۱۹۶۸ برگزار شد.

## جدول مدال‌ها
| رتبه | کشور                      | طلا | نقره | برنز | مجموع |
| ۱    | بریتانیای کبیر (GBR)      | ۱   | ۲    | ۱    | ۴     |
| ۲    | آلمان غربی (FRG)          | ۱   | ۱    | ۲    | ۴     |
| ۳    | ایالات متحده آمریکا (USA) | ۱   | ۱    | ۱    | ۳     |
| ۴    | فرانسه (FRA)              | ۱   | ۱    | ۰    | ۲     |
| ۴    | اتحاد شوروی (URS)         | ۱   | ۱    | ۰    | ۲     |
| ۶    | کانادا (CAN)              | ۱   | ۰    | ۰    | ۱     |
| ۷    | استرالیا (AUS)            | ۰   | ۰    | ۱    | ۱     |
| ۷    | سوئیس (SUI)               | ۰   | ۰    | ۱    | ۱     |